# Balochistan National Party
Balochistan National Party (BNP) eller Balochistan National Party (Mengal) (Urdu: بلوچستان نيشنل پارٹی) är ett sekulariserat, socialistiskt och Balochiskt nationalistiskt politiskt parti i Balochistan, Pakistan grundat 1996 av Ataullah Mengal. BNP tror på ett nationellt självbestämmande för folket i Baluchistan som uppnås genom fredliga och demokratiska metoder.